# شارون مارلي
شارون مارلي (بالإنجليزية: Sharon Marley)‏ (و. 1964  م) هي ممثلة، ومغنية، وموسيقية جامايكية، ولدت في كينغستون، تستخدم آلات آلة إيقاعية، بدأت مشوارها المهني سنة 1979.

## وصلات خارجية
- شارون مارلي على موقع IMDb (الإنجليزية)
- شارون مارلي على موقع ميوزك برينز (الإنجليزية)
- شارون مارلي على موقع أول موفي (الإنجليزية)
- شارون مارلي على موقع أول ميوزيك (الإنجليزية)
- شارون مارلي على موقع أول ميوزيك (الإنجليزية)
- شارون مارلي على موقع ديسكوغز (الإنجليزية)
- شارون مارلي على موقع قاعدة بيانات الفيلم (الإنجليزية)